# Паорске баладе
„Паорске баладе” је југословенски ТВ филм из 1980. године. Режирао га је Иван Ракиџић а сценарио је написао Богдан Чиплић.

## Улоге
| Глумац         | Улога |
| -------------- | ----- |
| Мирослав Жужић |       |